# زلزال بالي 2021
زلزال بالي 2021 في الساعة 03:18 بالتوقيت المحلي عندما كان الناس نائمين، وقع زلزال متوسط في 15 أكتوبر 2021. وقد أسفر عن 3 وفيات و18 مصابًا، على الرغم من أن قوته بلغت 4.8 على مقياس ريختر.

## الإعداد التكتوني
تشكل جزيرة بالي جزءًا من قوس سوندا، والتي تشكلت فوق الحدود المتقاربة حيث تنخفض الصفيحة الأسترالية أسفل لوحة سوندا. معدل التقارب عبر خط خندق سوندا هو 7.5 سم في السنة. شرقًا من بالي يتم دفع قوس سوندا أيضًا فوق حوضي بالي وفلوريس الخلفي على سلسلة من الاندفاعات الجنوبية. الآليات البؤرية للزلازل بالقرب من بالي هي حس دفع بشكل سائد على كل من واجهة الاندساس ونظام صدوع الدفع إلى الشمال. في شهري يوليو وأغسطس من عام 2018 قتلت سلسلة من الزلازل تجاوزت أقوى 6.9 درجة بمقياس ريختر، ما يقرب من 600 شخص في جزيرة لومبوك المجاورة. وفي يناير 1917 تسبب زلزال بقوة 6.6 درجة في مقتل أكثر من 1500 شخص (80٪ منهم بسبب الانهيارات الأرضية).

## التأثير
ولوحظت معظم الأضرار في قرية بان ومنطقة كوبو وقرية بباتان ومنطقة ريندانغ وكارانجاسيم. تعرضت العديد من الهياكل الدينية والتاريخية لأضرار خفيفة إلى شديدة. تم التأكد من وفاة 3 أشخاص أحدهم كان طفلة في الثالثة من عمرها أصيبت بالحطام المتساقط. والوفيتان الأخريان كانتا نتيجة انهيار أرضي. وقد أصيب ثمانية عشر شخصًا بجروح تتراوح من جروح في الرأس إلى كسور في العظام.